# Liste der Präsidenten des Indischen Nationalkongresses
Die folgende Tabelle enthält eine chronologische Liste der Präsidenten des Indischen Nationalkongresses.
Der formelle Titel lautet: Präsident des allindischen Kongress-Komitees (President of the All India Congress Committee, AICC). Das AICC ist das Exekutivorgan der Kongresspartei.
Der Kongresspartei-Präsident wird jedes Jahr neu auf den jährlich stattfindenden Parteiversammlungen gewählt. Die Parteiversammlungen finden traditionell an verschiedenen Orten Indiens statt. In den Anfangsjahrzehnten wechselte der Posten jährlich zwischen verschiedenen Führungspersonen der Kongresspartei. Erst ab der ersten Präsidentschaft Jawaharlal Nehrus 1936 – 37 wurden auch mehrjährige Amtsperioden üblich. Im unabhängigen Indien (nach 1947) war Nehru 1951 – 55 sowohl Premierminister als auch Kongressparteipräsident aber danach trennten sich beide Ämter wieder. Indira Gandhi vereinte 1980 – 84 beide Ämter wieder, genauso ihr Sohn Rajiv Gandhi 1985 – 89 und P. V. Narasimha Rao 1992 – 96. Unter den Kongresspartei-geführten Regierungen 2004–2014 waren beide Ämter getrennt (Manmohan Singh als Premierminister und Sonia Gandhi als Parteipräsidentin).
Die bei weitem längsten Amtszeit in der Geschichte der Kongresspartei hatte Sonia Gandhi, die von 1998 bis 2017 das Präsidium innehatte.
| Name des Präsidenten                      | Lebensdaten                    | Jahr der Präsidentschaft | Konferenzort             |
| ----------------------------------------- | ------------------------------ | ------------------------ | ------------------------ |
| Womesh Chandra Bonnerjee                  | 29. Dez. 1844 – 1906           | 1885                     | Bombay                   |
| Dadabhai Naoroji                          | 4. Sep. 1825 – 30. Jun. 1917   | 1886                     | Kalkutta                 |
| Badruddin Tyabji                          | 10. Okt. 1844 – 1906           | 1887                     | Madras                   |
| George Yule                               | 1829–1892                      | 1888                     | Allahabad                |
| William Wedderburn                        | 1838–1918                      | 1889                     | Bombay                   |
| Pherozeshah Mehta                         | 4. Aug. 1845 – 1915            | 1890                     | Kalkutta                 |
| P. Ananda Charlu                          | Aug. 1843 – 1908               | 1891                     | Nagpur                   |
| Womesh Chandra Bonnerjee                  | 29. Dez. 1844 – 1906           | 1892                     | Allahabad                |
| Dadabhai Naoroji                          | 4. Sep. 1848 – 30. Jun. 1917   | 1893                     | Lahore                   |
| Alfred Webb                               | 1834–1908                      | 1894                     | Madras                   |
| Surendranath Banerjea                     | 10. Nov. 1848 – 1925           | 1895                     | Poona                    |
| Sayani                                    | 5. Apr. 1847 – 1902            | 1896                     | Kalkutta                 |
| C. Sankaran Nair                          | 11. Jul. 1857 – 1934           | 1897                     | Amraoti                  |
| Ananda Mohan Bose                         | 23. Sep. 1847 – 1906           | 1898                     | Madras                   |
| Romesh Chunder Dutt                       | 13. Aug. 1848 – 1909           | 1899                     | Lucknow                  |
| Narayan Ganesh Chandavarkar               | 2. Dez. 1855 – 1923            | 1900                     | Lahore                   |
| Dinshaw Edulji Wacha                      | 2. Aug. 1844 – 1936            | 1901                     | Kalkutta                 |
| Surendranath Banerjea                     | 10. Nov. 1825 – 1917           | 1902                     | Ahmedabad                |
| Lalmohan Ghosh                            | 1848–1909                      | 1903                     | Madras                   |
| Henry Cotton                              | 1845–1915                      | 1904                     | Bombay                   |
| Gopal Krishna Gokhale                     | 9. Mai. 1866 – 1915            | 1905                     | Benares                  |
| Dadabhai Naoroji                          | 4. Sep. 1825 – 30. Jun. 1917   | 1906                     | Kalkutta                 |
| Rashbihari Ghosh                          | 23. Dez. 1845 – 1921           | 1907                     | Surat                    |
| Rashbihari Ghosh                          | 23. Dez. 1845 – 1921           | 1908                     | Madras                   |
| Madan Mohan Malaviya                      | 25. Dez. 1861 – 1946           | 1909                     | Lahore                   |
| William Wedderburn                        | 1838–1918                      | 1910                     | Allahabad                |
| Bishan Narayan Dar                        | 1864–1916                      | 1911                     | Kalkutta                 |
| Rao Bahadur Raghunath Narasimha Mudholkar | 1857–1921                      | 1912                     | Bankipur                 |
| Syed Muhammad Bahadur                     | ? – 1919                       | 1913                     | Karachi                  |
| Bhupendra Nath Bose                       | 1859–1924                      | 1914                     | Madras                   |
| Satyendra Prasanna Sinha                  | Mär. 1863 – 1928               | 1915                     | Bombay                   |
| Ambica Charan Mazumdar                    | 1850–1922                      | 1916                     | Lucknow                  |
| Annie Besant                              | 1. Okt. 1847 – 1933            | 1917                     | Kalkutta                 |
| Madan Mohan Malaviya                      | 25. Dez. 1861 – 1946           | 1918                     | Delhi                    |
| Syed Hasan Imam                           | 31. Aug. 1871 – 1933           | 1918                     | Bombay (Sondersitzung)   |
| Motilal Nehru                             | 6. Mai. 1861 – 6. Feb. 1931    | 1919                     | Amritsar                 |
| Lala Lajpat Rai                           | 28. Jan. 1865 – 17. Nov. 1928  | 1920                     | Kalkutta (Sondersitzung) |
| C. Vijayaraghavachariar                   | 1852 – 19. Apr. 1944           | 1920                     | Nagpur                   |
| Hakim Ajmal Khan                          | 1863 – 29. Dez. 1927           | 1921                     | Ahmedabad                |
| Chittaranjan Das                          | 5. Nov. 1870 – 16. Jun. 1925   | 1922                     | Gaya                     |
| Mohammad Ali Jouhar                       | 10. Dez. 1878 – 4. Jan. 1931   | 1923                     | Kakinada                 |
| Abul Kalam Azad                           | 1888 – 22. Feb. 1958           | 1923                     | Delhi (Sondersitzung)    |
| Mohandas Karamchand Gandhi                | 2. Okt. 1869 – 30. Jan. 1948   | 1924                     | Belgaum                  |
| Sarojini Naidu                            | 13. Feb. 1879 – 2. Mär. 1949   | 1925                     | Cawnpore                 |
| S. Srinivasa Iyengar                      | 11. Sep. 1874 – 19. Mai. 1941  | 1926                     | Gauhati                  |
| Mukhtar Ahmed Ansari                      | 25. Dez. 1880 – 10. Mai. 1936  | 1927                     | Madras                   |
| Motilal Nehru                             | 6. Mai. 1861 – 6. Feb. 1931    | 1928                     | Kalkutta                 |
| Jawaharlal Nehru                          | 14. Nov. 1889 – 27. Mai. 1964  | 1929 und 1930            | Lahore                   |
| Vallabhbhai Patel                         | 31. Okt. 1875 – 15. Dez. 1950  | 1931                     | Karachi                  |
| Madan Mohan Malaviya                      | 25. Dez. 1861 – 1946           | 1932                     | Delhi                    |
| Madan Mohan Malaviya                      | 25. Dez. 1861 – 1946           | 1933                     | Kalkutta                 |
| Nellie Sen Gupta                          | 1886–1973                      | 1933                     | Kalkutta                 |
| Rajendra Prasad                           | 3. Dez. 1884 – 28. Feb. 1963   | 1934 und 1935            | Bombay                   |
| Jawaharlal Nehru                          | 14. Nov. 1889 – 27. Mai. 1964  | 1936                     | Lucknow                  |
| Jawaharlal Nehru                          | 14. Nov. 1889 – 27. Mai. 1964  | 1936 und 1937            | Faizpur                  |
| Subhash Chandra Bose                      | 23. Jan. 1897 – 18. Aug. 1945? | 1938                     | Haripura                 |
| Subhash Chandra Bose                      | 23. Jan. 1897 – 18. Aug. 1945? | 1939                     | Tripuri bei Jabalpur     |
| Abul Kalam Azad                           | 1888 – 22. Feb. 1958           | 1940–1946                | Ramgarh                  |
| Jivatram Kripalani                        | 1888 – 19. Mär. 1982           | 1947                     | Delhi                    |
| B. P. Sitaramayya                         | 24. Dez. 1880 – 17. Dez. 1959  | 1948 und 1949            | Jaipur                   |
| Purushottam Das Tandon                    | 1. Aug. 1882 – 1. Jul. 1962    | 1950                     | Nashik                   |
| Jawaharlal Nehru                          | 14. Nov. 1889 – 27. Mai. 1964  | 1951 und 1952            | Neu-Delhi                |
| Jawaharlal Nehru                          | 14. Nov. 1889 – 27. Mai. 1964  | 1953                     | Hyderabad                |
| Jawaharlal Nehru                          | 14. Nov. 1889 – 27. Mai. 1964  | 1954                     | Kalkutta                 |
| U. N. Dhebar                              | 21. Sep. 1905 – 1977           | 1955                     | Avadi                    |
| U. N. Dhebar                              | 21. Sep. 1905 – 1977           | 1956                     | Amritsar                 |
| U. N. Dhebar                              | 21. Sep. 1905 – 1977           | 1957                     | Indore                   |
| U. N. Dhebar                              | 21. Sep. 1905 – 1977           | 1958                     | Gauhati                  |
| U. N. Dhebar                              | 21. Sep. 1905 – 1977           | 1959                     | Nagpur                   |
| Indira Gandhi                             | 19. Nov. 1917 – 31. Okt. 1984  | 1959                     | Neu-Delhi                |
| Neelam Sanjiva Reddy                      | 19. Mai. 1913 – 1. Jun. 1996   | 1960                     | Bangalore                |
| Neelam Sanjiva Reddy                      | 19. Mai. 1913 – 1. Jun. 1996   | 1961                     | Bhavnagar                |
| Neelam Sanjiva Reddy                      | 19. Mai. 1913 – 1. Jun. 1996   | 1962 und 1963            | Patna                    |
| K. Kamaraj                                | 15. Jul. 1903 – 1975           | 1964                     | Bhubaneswar              |
| K. Kamaraj                                | 15. Jul. 1903 – 1975           | 1965                     | Durgapur                 |
| K. Kamaraj                                | 15. Jul. 1903 – 1975           | 1966 und 1967            | Jaipur                   |
| S. Nijalingappa                           | 10. Dez. 1902 – 8. Aug. 2000   | 1968                     | Hyderabad                |
| S. Nijalingappa                           | 10. Dez. 1902 – 8. Aug. 2000   | 1969                     | Faridabad                |
| Jagjivan Ram                              | 5. Apr. 1908 – 6. Jul. 1986    | 1970 und 1971            | Bombay                   |
| Shankar Dayal Sharma                      | 19. Aug. 1918 – 26. Dez. 1999  | 1972–1974                | Kalkutta                 |
| Dev Kanta Borooah                         | 22. Feb. 1914 – 28. Jan. 1996  | 1975–1977                | Chandigarh               |
| Indira Gandhi                             | 19. Nov. 1917 – 31. Okt. 1984  | 1978–1983                | Neu-Delhi                |
| Indira Gandhi                             | 19. Nov. 1917 – 31. Okt. 1984  | 1983–1984                | Kalkutta                 |
| Rajiv Gandhi                              | 20. Aug. 1944 – 21. Mai. 1991  | 1985–1991                | Bombay                   |
| P. V. Narasimha Rao                       | 28. Jun. 1921 – 23. Dez. 2004  | 1992–1996                | Tirupati                 |
| Sitaram Kesri                             | Nov. 1919 – 24. Okt. 2000      | 1997–1998                | Kalkutta                 |
| Sonia Gandhi                              | 9. Dez. 1946 –                 | 1998–2017                | Kolkata                  |
| Rahul Gandhi                              | 19. Jun. 1970 –                | 2017 – 2019              | Neu-Delhi                |
| Sonia Gandhi                              | 9. Dez. 1946 –                 | 2019–heute               | Neu-Delhi                |